# Haematopinus
Haematopinus é um género de piolho da família Haematopinidae.
Este género contém as seguintes espécies:
- Haematopinus oliveri
- Haematopinus suis
- Haematopinus asini
- Haematopinus eurysternus
- Haematopinus quardipertusis
- Haematopinus tuberculatus